# Diocèse titulaire de Rusadus
Rusadus est le nom d'un ancien diocèse catholique aujourd'hui désaffecté, situé dans la province romaine de Maurétanie Césarienne, au nord de l'actuelle Algérie.
Son nom est utilisé comme titre d'un évêque chargé d'une autre mission que la conduite d'un diocèse contemporain.
Le titulaire est Georges Abou Khazen, vicaire apostolique d'Alep.

## Situation géographique
Ce diocèse était situé dans la région romaine de Mauritanie.

## Liste des évêques contemporains titulaires de ce diocèse
| Début      | Fin         | Nationalité | Nom                 | Fonction exercée                               |
| ---------- | ----------- | ----------- | ------------------- | ---------------------------------------------- |
| 21/03/1902 | 22/08/1941  | Italie      | Agapito Fiorentini  | Vicaire apostolique de Northern Shansi (Chine) |
| 25/02/1942 | 26/10/1951  | Autriche    | Juan Senner         | Vicaire apostolique de Chiquitos (Bolivie)     |
| 08/08/1952 | 23/11/1962  | États-Unis  | Joseph Hodges       | Évêque auxiliaire de Richmond                  |
| 13/05/1964 | 08/10/2006  | Slovaquie   | Pavel Hnilica       | Évêque clandestin en Slovaquie                 |
| 02/04/2007 | 13/01/2012  | France      | Pascal Wintzer      | Évêque auxiliaire de Poitiers                  |
| 04/11/2013 | en fonction | Syrie       | Georges Abou Khazen | Vicaire apostolique d'Alep                     |

## Sources
- (en) « Rusadus », sur catholic-hierarchy.org